# District Karatsjajevski
District Karatsjajevski (Russisch: Карача́евский райо́н) is een district in het zuidoosten van de Russische autonome deelrepubliek Karatsjaj-Tsjerkessië. Het district heeft een oppervlakte van 3.916 vierkante kilometer en een inwonertal van 30.376 in 2010. Het administratieve centrum bevindt zich in Karatsjajevsk.
Bestuurlijk centrum: Tsjerkessk

Steden: Karatsjajevsk · Oest-Dzjegoeta · Teberda

Districten: Abazinski · Adyge-Chablski · Chabezski · Karatsjajevski · Malokaratsjajevski · Nogajski · Oeroepski · Oest-Djegoetinski · Prikoebanski · Zelentsjoekski